# Olympische Geschichte Rhodesiens
| Gelbes Symbol für Goldmedaillen mit stilisierten Olympischen Ringen | Graues Symbol für Silbermedaillen mit stilisierten Olympischen Ringen | Braundes Symbol für Bronzemedaillen mit stilisierten Olympischen Ringen |
| ------------------------------------------------------------------- | --------------------------------------------------------------------- | ----------------------------------------------------------------------- |
| —                                                                   | —                                                                     | —                                                                       |

Rhodesien nahm an drei Olympischen Sommerspielen teil. 1928 und 1964 wurden Sportler aus Südrhodesien zu den Spielen entsandt, 1960 nahmen Sportler der Föderation von Rhodesien und Njassaland teil. Eine Teilnahme 1968 scheiterte an den rigiden mexikanischen Einreiseregularien. 1972 wurde eine Teilnahme vom IOC nicht zugelassen, das IOC beugte sich damit dem Druck anderer afrikanischer Staaten, die den rhodesischen Staat nicht anerkannten. Ab 1980 traten die Sportler der ehemaligen britischen Kolonie unter der Bezeichnung Simbabwe (IOC-Kürzel ZIM) an.
Insgesamt traten 44 Athleten, unter ihnen neun Frauen, an. Medaillen wurden nicht gewonnen.

## Übersicht der Teilnehmer

### Sommerspiele
| Jahr   | Fahnenträger | Athleten | Athleten | Athleten | Sportarten | Sportarten | Sportarten | Sportarten | Sportarten | Sportarten | Sportarten | Medaillen | Medaillen | Medaillen | Medaillen | Medaillen |
| Jahr   | Fahnenträger | Ges.     |          |          |            |            |            |            |            |            |            |           |           |           | Gesamt    | Rang      |
| ------ | ------------ | -------- | -------- | -------- | ---------- | ---------- | ---------- | ---------- | ---------- | ---------- | ---------- | --------- | --------- | --------- | --------- | --------- |
| 1928   |              | 2        | 2        | 0        | 2          | —          | —          | —          | 19         | 6          | 9          | —         | —         | —         | —         | —         |
| 1960   |              | 14       | 9        | 5        | 2          | —          | 2          | 1          | 4          | 2          | 1          | —         | —         | —         | —         | —         |
| 1964   | Lloyd Koch   | 29       | 25       | 4        | 1          | 15         | 3          | 2          | 2          | 3          | 3          | —         | —         | —         | —         | —         |
| Gesamt | Gesamt       | Gesamt   | Gesamt   | Gesamt   | Gesamt     | Gesamt     | Gesamt     | Gesamt     | Gesamt     | Gesamt     | Gesamt     | 0         | 0         | 0         | 0         | —         |

### Winterspiele
Keine Teilnahmen an Olympischen Winterspielen.

## Medaillengewinner
Keine Medaillengewinner.